# Saitis mundus
Espèce
Saitis mundus est une espèce d'araignées aranéomorphes de la famille des Salticidae.

## Distribution
Cette espèce se rencontre Afrique de l'Est et en Afrique australe.

## Publication originale
- (en) Peckham et Peckham, « New species of the family Attidae from South Africa, with notes on the distribution of the genera found in the Ethiopian region », Transactions of the Wisconsin Academy of Sciences, Arts, and Letters, vol. 14,‎ 1903, p. 173-278 (lire en ligne)